# Protorhoe avetianae
Protorhoe avetianae är en fjärilsart som beskrevs av Vardikyan 1974. Protorhoe avetianae ingår i släktet Protorhoe och familjen mätare. Inga underarter finns listade i Catalogue of Life.